# Molophilus (Molophilus) unispiculatus
Molophilus (Molophilus) unispiculatus is een tweevleugelige uit de familie steltmuggen (Limoniidae). De soort komt voor in het Nearctisch gebied.